# Limnoria
Limnoria is een geslacht van pissebedden uit de familie Limnoriidae. De wetenschappelijke naam werd voor het eerst geldig gepubliceerd in 1814 door William Elford Leach.
Deze pissebedden komen wereldwijd voor. Ze voeden zich met planten en algen die groeien in of drijven in de zee. Er zijn soorten die boren in hout, andere in algen en nog andere in zeegras. De soorten die in hout boren - ongeveer de helft van alle beschreven soorten, waaronder de boorpissebed Limnoria lignorum - kunnen aanzienlijke schade toebrengen aan houten constructies zoals staketsels in havens.

## Soorten
- Limnoria agrostisa Cookson, 1991
- Limnoria algarum Menzies, 1957
- Limnoria andamanensis Rao & Ganapati, 1969
- Limnoria antarctica Pfeffer, 1887
- Limnoria bacescui (Ortiz & Lalana, 1988)
- Limnoria bituberculata Pillai, 1957
- Limnoria bombayensis Pillai, 1961
- Limnoria borealis Kussakin, 1963
- Limnoria carinata Menzies & Becker, 1957
- Limnoria carptora Cookson, 1997
- Limnoria chilensis Menzies, 1962
- Limnoria clarkae (Kensley & Schotte, 1987)
- Limnoria convexa Cookson, 1991
- Limnoria cristata Cookson & Cragg, 1991
- Limnoria echidna Cookson, 1991
- Limnoria emarginata Kussakin & Malyutina, 1989
- Limnoria foveolata Menzies, 1957
- Limnoria gibbera Cookson, 1991
- Limnoria glaucinosa Cookson, 1991
- Limnoria hicksi Schotte, 1989
- Limnoria indica Becker & Kampf, 1958
- Limnoria insulae Menzies, 1957
- Limnoria japonica Richardson, 1909
- Limnoria kautensis Cookson & Cragg, 1988
- Limnoria lignorum (Rathke, 1799) Boorpissebed
- Limnoria loricata Cookson, 1991
- Limnoria magadanensis Jesakova, 1961
- Limnoria mazzellae Cookson & Lorenti, 2001
- Limnoria multipunctata Menzies, 1957
- Limnoria nonsegnis Menzies, 1957
- Limnoria orbellum Cookson, 1991
- Limnoria pfefferi Stebbing, 1904
- Limnoria platycauda Menzies, 1957
- Limnoria poorei Cookson, 1991
- Limnoria quadripunctata Holthuis, 1949
- Limnoria raruslima Cookson, 1991
- Limnoria reniculus Schotte, 1989
- Limnoria rugosissima Menzies, 1957
- Limnoria saseboensis Menzies, 1957
- Limnoria segnis Chilton, 1883
- Limnoria segnoides Menzies, 1957
- Limnoria septima Barnard, 1936
- Limnoria sexcarinata Kuhne, 1975
- Limnoria simulata Menzies, 1957
- Limnoria stephenseni Menzies, 1957
- Limnoria sublittorale Menzies, 1957
- Limnoria torquisa Cookson, 1991
- Limnoria tripunctata Menzies, 1951
- Limnoria tuberculata Sowinsky, 1884
- Limnoria uncapedis Cookson, 1991
- Limnoria unicornis Menzies, 1957
- Limnoria zinovae (Kussakin, 1963)